# Bredhornad ögonbagge
Bredhornad ögonbagge (Vanonus brevicornis) är en skalbaggsart som först beskrevs av Jean Pierre Omer Anne Édouard Perris 1869.  Bredhornad ögonbagge ingår i släktet Vanonus, och familjen ögonbaggar. Enligt den svenska rödlistan är arten otillräckligt studerad i Sverige. Arten förekommer i Götaland. Artens livsmiljö är skogslandskap, jordbrukslandskap.